# Мизантропия

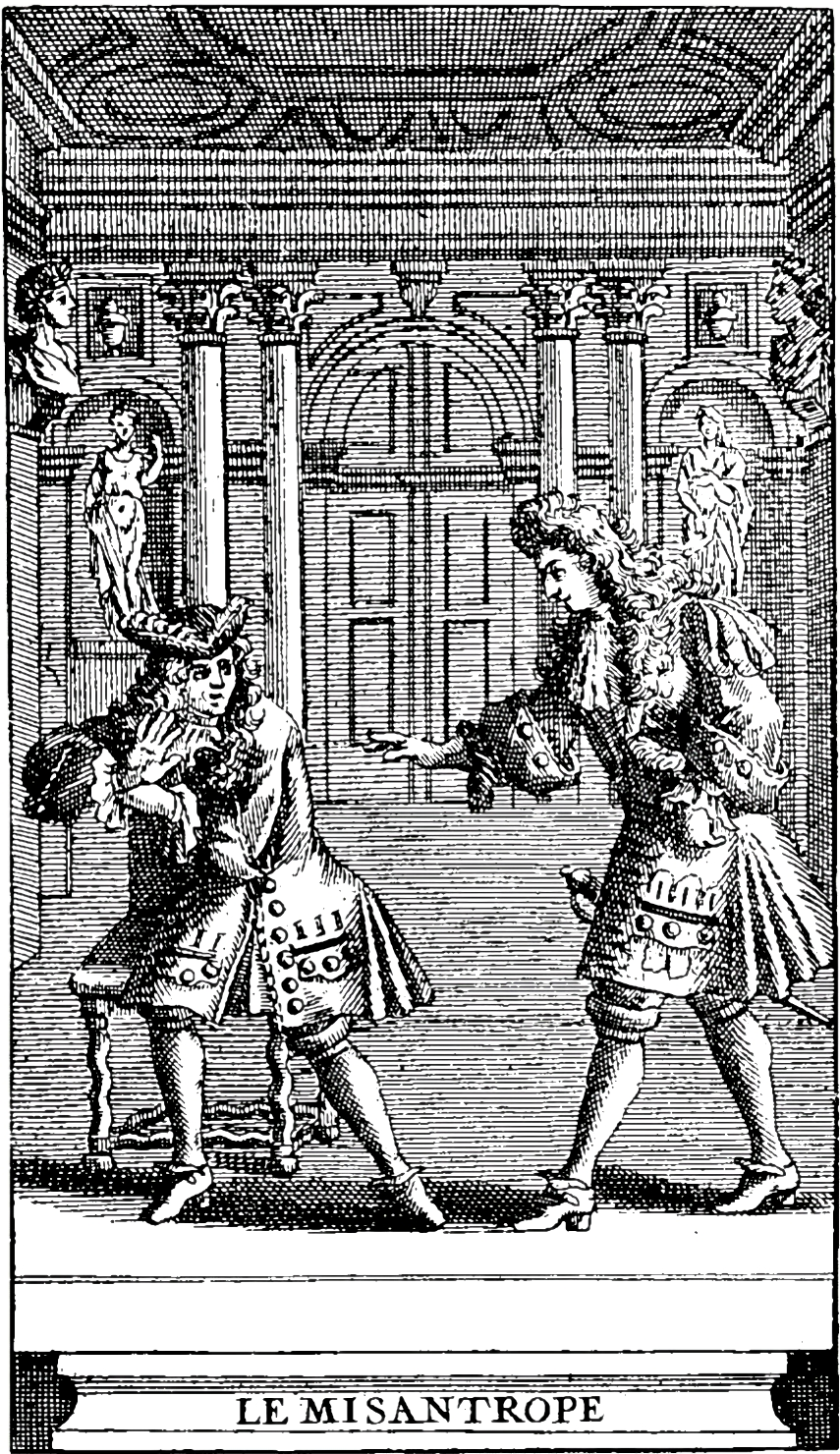
Гравюра с изображением пьесы Мольера «Мизантроп»

Мизантро́пия (от др.-греч. μῖσος «ненависть» + ἄνθρωπος «человек»; дословно — «человеконенавистничество») — общая ненависть, неприязнь или недоверие к человеческому виду, человеческому поведению или человеческой природе. Мизантро́п — это тот, кто придерживается таких взглядов или чувств. Мизантропия предполагает негативное оценочное отношение к человечеству, основанное на его недостатках. Мизантропы считают, что эти недостатки присущи всем или, по крайней мере, подавляющему большинству человеческих существ. Они утверждают, что нет простого способа исправить их, кроме как полностью изменить господствующий образ жизни. В научной литературе различают различные типы мизантропии в зависимости от того, о каком отношении идёт речь, на кого оно направлено и как выражается. Основой такого отношения могут служить либо эмоции, либо теоретические суждения. Это может быть направлено на всех людей без исключения или исключить нескольких идеализированных людей. В связи с этим некоторые мизантропы осуждают себя, в то время как другие считают себя выше всех остальных. Мизантропия иногда ассоциируется с деструктивным мировоззрением, направленным на причинение вреда другим людям, или попыткой сбежать из общества. Другие типы человеконенавистнических позиций включают активность в попытках улучшить человечество, квиетизм в форме смирения и юмор, высмеивающий абсурдность человеческого положения.
Человеконенавистническое мировоззрение основано на различных типах человеческих недостатков. Моральные изъяны часто рассматриваются как главный фактор. Они включают жестокость, безразличие к страданиям других, эгоизм, несправедливость и жадность. Они могут нанести вред людям и животным, например, геноциды и промышленное разведение скота. Другие недостатки включают интеллектуальные изъяны, такие как догматизм и когнитивные предубеждения, а также эстетические изъяны, связанные с уродством и отсутствием чувствительности к красоте. Во многих дискуссиях в академической литературе обсуждается, является ли мизантропия обоснованной точкой зрения и каковы её последствия. Сторонники мизантропии обычно указывают на человеческие недостатки и причинённый ими вред как на достаточную причину для осуждения человечества. Критики отреагировали на это направление мысли утверждением, что серьёзные недостатки касаются лишь нескольких крайних случаев, таких как психически больные преступники, но не человечества в целом. Другое возражение основано на утверждении, что у людей, помимо их недостатков, также есть достоинства и что сбалансированная оценка может быть в целом положительной. Ещё одна критика отвергает мизантропию из-за её связи с ненавистью, которая может привести к насилию, и потому, что она может сделать людей одинокими и несчастными. Защитники мизантропии в ответ заявили, что это относится только к некоторым формам мизантропии, но не к мизантропии в целом.
Связанная с этим проблема касается вопроса о психологических и социальных факторах, которые заставляют людей становиться мизантропами. Они включают социально-экономическое неравенство, жизнь при авторитарном режиме и личные разочарования в жизни. Мизантропия актуальна в различных дисциплинах. Это обсуждалось и иллюстрировалось философами на протяжении всей истории, такими как Гераклит, Диоген, Томас Гоббс, Жан-Жак Руссо, Артур Шопенгауэр и Фридрих Ницше. Человеконенавистнические взгляды являются частью некоторых религиозных учений, обсуждающих глубокие недостатки человеческих существ, таких как христианское учение о первородном грехе. Человеконенавистнические взгляды и персонажи также встречаются в литературе и популярной культуре. Среди них Тимон из Афин Уильяма Шекспира, пьеса Мольера «Мизантроп» и «Путешествия Гулливера» Джонатана Свифта. Мизантропия тесно связана с философским пессимизмом, но не идентична ему. Некоторые мизантропы пропагандируют антинатализм, точку зрения, согласно которой люди должны воздерживаться от продолжения рода.

## Определение
Мизантропия традиционно определяется как ненависть или неприязнь к человечеству. Слово возникло в XVII веке и имеет свои корни в греческих словах μῖσος «ненависть» и ἄνθρωπος «человек, человечность». В современной философии этот термин обычно понимается в более широком смысле как негативная оценка человечности в целом, основанном на человеческих пороках и изъянах. Эта негативная оценка может выражаться в различных формах, ненависть является лишь одной из них. В этом смысле мизантропия имеет когнитивный компонент, основанный на негативной оценке человечества, и не является просто слепым неприятием. Мизантропию обычно противопоставляют филантропии, которая относится к любви к человечеству и связана с усилиями по повышению благосостояния людей, например, посредством благотворительной помощи или пожертвований. Оба термина имеют широкий спектр значений и не обязательно противоречат друг другу. В этом отношении один и тот же человек может быть мизантропом в одном смысле и филантропом в другом.
Одним из центральных аспектов всех форм мизантропии является то, что их цель не локальна, а повсеместна. Это означает, что негативное отношение направлено не только на каких-то отдельных людей или группы, но и на человечество в целом. В этом отношении мизантропия отличается от других форм негативного дискриминационного отношения, направленного на определённую группу людей. Это отличает его от нетерпимости, примером которой являются расисты, жёноненавистники и мизандристы, которые негативно относятся к определённым расам или полам. Согласно теоретику литературы Эндрю Гибсону, мизантропия не обязательно должна быть универсальной в том смысле, что человеку буквально не нравится каждое человеческое существо. Напротив, это зависит от кругозора человека. Например, сельский житель, который ненавидит всех остальных жителей деревни без исключения, является мизантропом, если его кругозор ограничен только этой деревней.
И мизантропы, и их критики сходятся во мнении, что негативные черты и недостатки распределены неравномерно, то есть что пороки и дурные черты характера проявляются в одних гораздо сильнее, чем в других. Но что касается мизантропии, то негативная оценка человечества основана не на нескольких крайних и выдающихся случаях: это осуждение человечества в целом, которое направлено не только на исключительно плохих личностей, но и включает в себя обычных людей. Из-за такого акцента на обыденности иногда считается, что эти недостатки очевидны и тривиальны, но люди могут игнорировать их из-за интеллектуальных изъянов. Некоторые видят в недостатках часть человеческой природы как таковой. Другие также основывают свой взгляд на несущественных недостатках, то есть на том, чем стало человечество. Это включает в себя недостатки, рассматриваемые как симптомы современной цивилизации в целом. Тем не менее, обе группы согласны с тем, что соответствующие недостатки «укоренились». Это означает, что нет простого способа исправить их, и не потребуется ничего, кроме полной трансформации доминирующего образа жизни, если это вообще возможно.

## Типы мизантропии
В научной литературе выделяются различные типы мизантропии. Они основаны на том, о каком отношении идёт речь, как оно выражается и включают ли мизантропы самих себя в свою негативную оценку. Различия между ними часто имеют значение для оценки аргументов за и против мизантропии. Ранняя классификация, предложенная Иммануилом Кантом, проводит различие между «положительными» и «отрицательными» мизантропами. Позитивные мизантропы — активные враги человечества. Они желают зла другим людям и предпринимают попытки причинить им вред в той или иной форме. Негативная мизантропия, напротив, является формой мирной антропофобии, которая приводит людей к самоизоляции. Они желают другим добра, несмотря на то, что видят в них серьёзные недостатки. Кант связывает негативную мизантропию с моральным разочарованием из-за предыдущего негативного опыта общения с другими людьми.
Другое различие заключается в том, направлено ли человеконенавистническое осуждение человечества только на других людей или на всех, включая самого себя. В этом отношении замкнутые в себе мизантропы последовательны в своём отношении, включая самих себя в свою негативную оценку. Этому типу противопоставляются самовозвеличивающие мизантропы, которые либо неявно, либо явно исключают себя из общего осуждения и вместо этого считают себя выше всех остальных. В связи с этим это может сопровождаться преувеличенным чувством собственного достоинства и самонадеянности. Согласно теоретику литературы Джозефу Харрису, самовозвеличивающий тип более распространён. Он утверждает, что такое мировоззрение, по-видимому, подрывает его собственную позицию, представляя собой форму лицемерия. Тесно связанная классификация, разработанная Ирвингом Бэббиттом, различает мизантропов на основе того, допускают ли они исключения в своей негативной оценке. В этом отношении мизантропы с «обнажённым интеллектом» считают человечество в целом безнадёжным. «Нежные мизантропы» исключают из своей негативной оценки нескольких идеализированных людей. Бэббит цитирует Руссо и его любовь к естественному нецивилизованному человеку как пример нежной мизантропии и противопоставляет это полному пренебрежению Джонатана Свифта ко всему человечеству.
Ещё один способ классифицировать формы мизантропии — это соотнести их с типом отношения к человечеству. В связи с этим философ Тоби Свобода различает такие установки, как неприязнь, ненависть, презрение и осуждение. Мизантроп, основанный на неприязни, питает отвращение в форме негативных чувств по отношению к другим людям. Мизантропия, сосредоточенная на ненависти, включает в себя сильную форму неприязни. Это включает в себя дополнительный компонент желания зла другим и иногда попытки реализовать это желание. В случае презрения отношение основано не на чувствах и эмоциях, а на более теоретическом мировоззрении. Это приводит мизантропов к тому, что они считают других людей никчёмными и смотрят на них свысока, исключая себя из этой оценки. Если человеконенавистническое отношение основывается на суждениях, то оно также является теоретическим, но не проводит различия между собой и другими. Это точка зрения, что человечество в целом плохое, не подразумевая, что мизантроп в чём-то лучше остальных. Согласно Свободе, только мизантропия, основанная на суждениях, представляет собой серьёзную философскую позицию. Он считает, что мизантропия, основанная на презрении, предвзята по отношению к другим людям, в то время как мизантропию в форме неприязни и ненависти трудно оценить, поскольку эти эмоциональные установки часто не поддаются объективным доказательствам.

### Мизантропические формы жизни

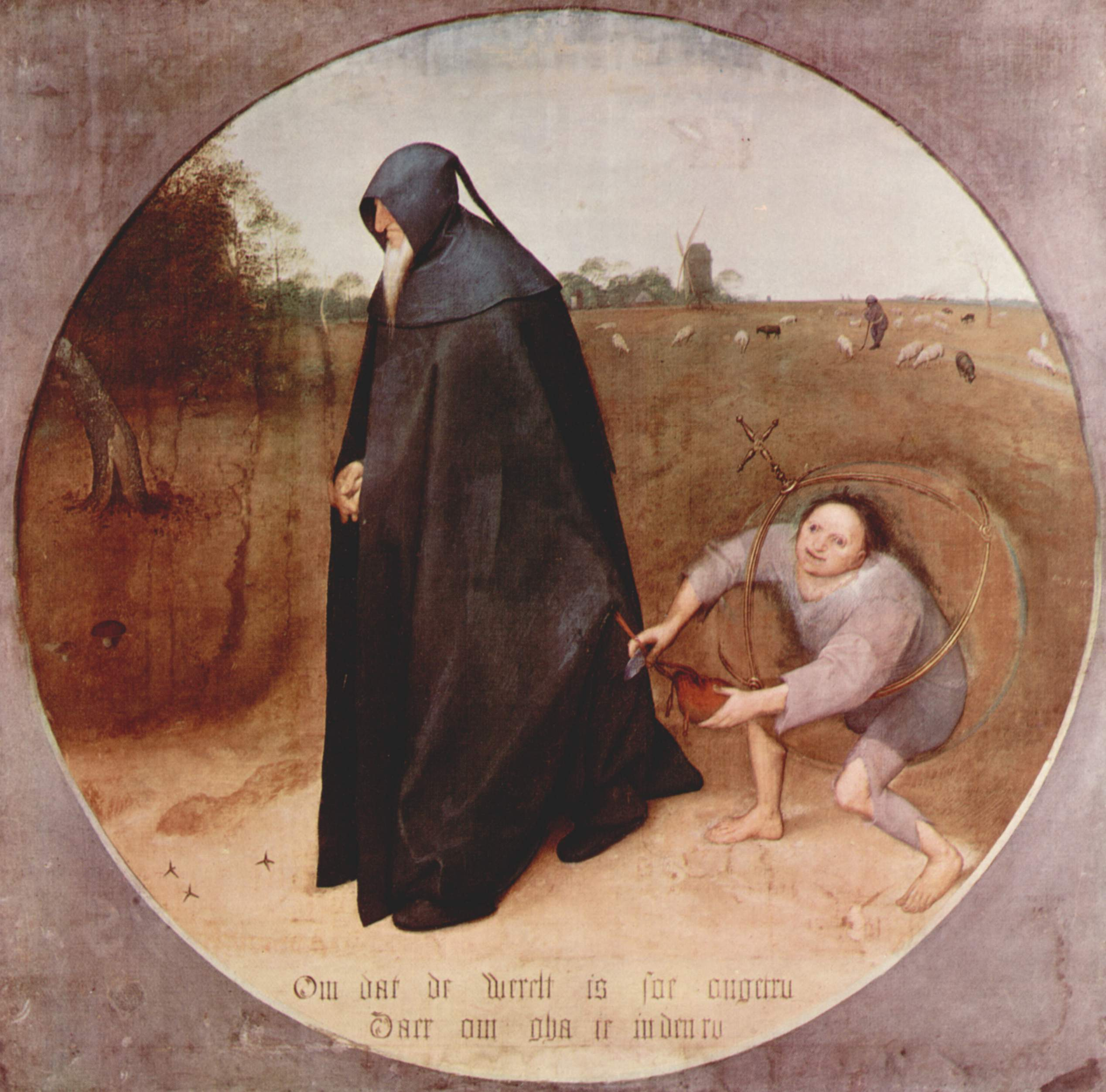
Мизантропия часто ассоциируется со склонностью избегать социальных контактов, как это изображено на картине Питера Брейгеля Старшего «Мизантроп».

Мизантропия обычно не ограничивается теоретическим мнением, но включает в себя оценочное отношение, требующее практического ответа. Она может выражать себя в различных формах жизни. Они сопровождаются различными доминирующими эмоциями и практическими последствиями для того, как вести свою жизнь. Эти реакции на мизантропию иногда представлены с помощью упрощённых архетипов, которые могут быть слишком грубыми, чтобы точно отразить психическую жизнь любого отдельного человека. Вместо этого они стремятся изобразить общие взгляды среди групп мизантропов. Две реакции, наиболее часто связанные с мизантропией, включают либо разрушение, либо бегство из общества. Говорят, что мизантропом-разрушителем движет ненависть к человечеству, и он стремится уничтожить его, при необходимости прибегая к насилию. Для мизантропа-беглеца страх является доминирующей эмоцией и заставляет мизантропа искать уединённое место, чтобы избежать разлагающего контакта с цивилизацией и сохранить человечность настолько, насколько это возможно.
Современная человеконенавистническая литература также выявила другие, менее известные типы мизантропического образа жизни. Активистом-мизантропом движет надежда, несмотря на их негативную оценку человечества. Эта надежда является формой мелиоризма, основанной на идее о том, что человечество может и осуществимо преобразовать себя, и активист пытается реализовать этот идеал. Более слабая версия этого подхода заключается в попытке постепенно улучшать мир, чтобы избежать некоторых из худших результатов без надежды на полное решение основной проблемы. Мизантропы-активисты отличаются от мизантропов-квиетистов, которые придерживаются пессимистического подхода к тому, что человек может сделать для достижения трансформации или значительных улучшений. В отличие от более резких реакций других упомянутых респондентов, они смиряются со спокойным принятием и мелкомасштабным избеганием. Дальнейший подход сосредоточен на юморе, основанном на издевательстве и высмеивании абсурдности человеческого состояния. Примером может служить то, что люди причиняют боль друг другу и рискуют в будущем саморазрушением из-за таких тривиальных соображений, как незначительное увеличение прибыли. Таким образом, юмор может выступать и как зеркало, отражающее ужасную правду ситуации, и в то же время как её паллиатив.

## Формы человеческих пороков
Ключевым аспектом мизантропии является то, что её негативное отношение к человечеству основано на человеческих недостатках. Различные мизантропы предоставили обширные списки недостатков, включая жестокость, жадность, эгоизм, расточительность, догматизм, самообман и нечувствительность к красоте. Эти недостатки можно классифицировать по-разному. Часто считается, что моральные изъяны представляют собой наиболее серьёзный случай. Другие недостатки, обсуждаемые в современной литературе, включают интеллектуальные недостатки, эстетические недостатки и духовные недостатки.

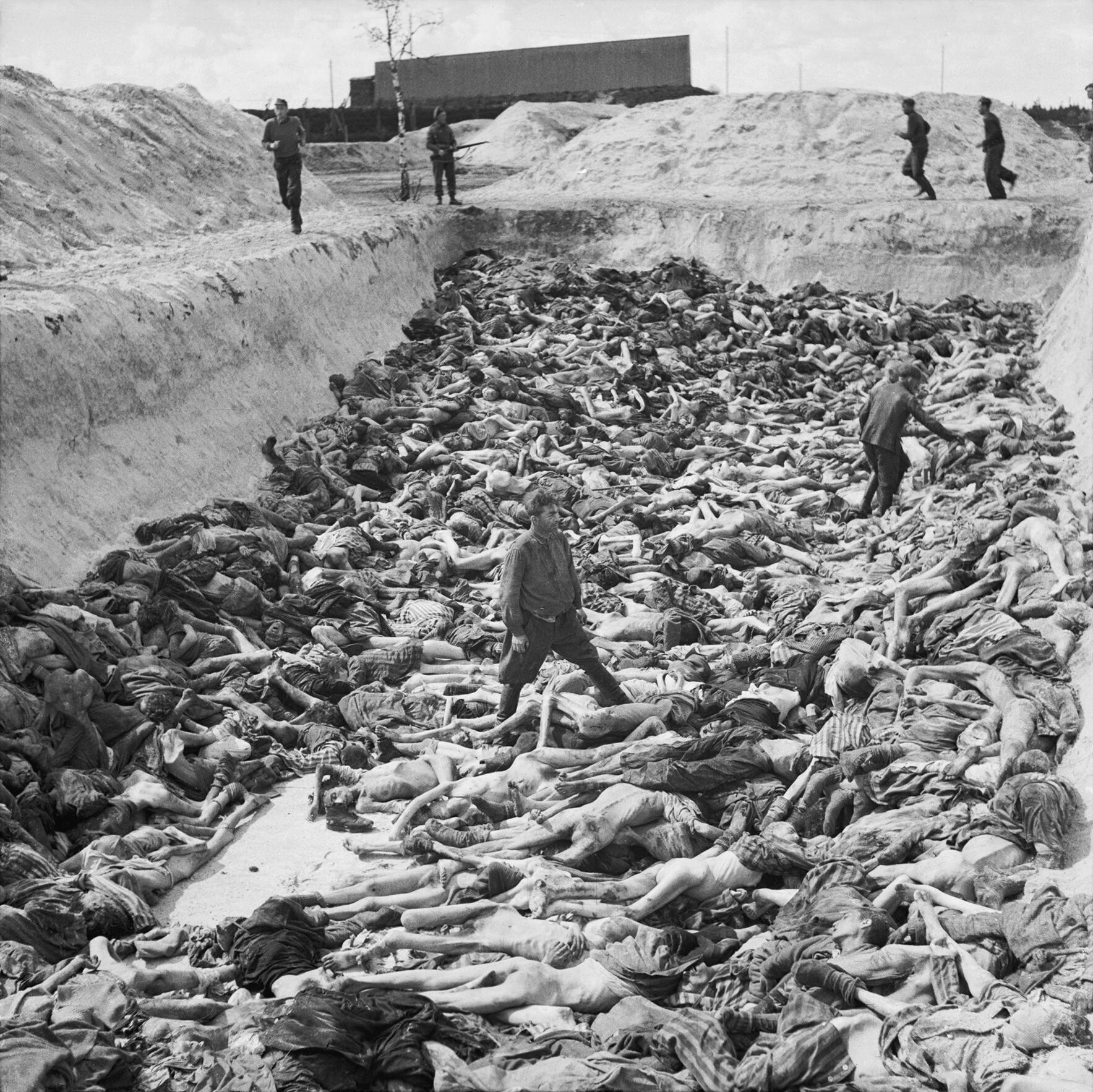
Моральные изъяны человеческих существ проявляются во вреде, причиняемом людям другими людьми, например, в массовых убийствах во время Холокоста.

Моральные изъяны обычно понимаются как склонность нарушать моральные нормы или как ошибочное отношение к тому, что является добром. Они включают жестокость, безразличие к страданиям других, эгоизм, моральную лень, трусость, несправедливость, жадность и неблагодарность. Вред, причиняемый из-за этих недостатков, можно разделить на три категории: вред, причиняемый непосредственно людям, вред, причиняемый непосредственно другим животным, и вред, причиняемый косвенно как людям, так и животным, нанося вред окружающей среде. Примерами этих категорий являются Холокост, промышленное разведение скота и загрязнение окружающей среды, вызывающее изменение климата. В этой связи важно не только то, что люди причиняют эти формы вреда, но и то, что они несут за них моральную ответственность. Это основано на идее, что они могут понимать последствия своих действий и могли бы действовать по-другому. Однако они решают не делать этого, например, потому, что игнорируют долгосрочное благополучие других ради получения краткосрочной личной выгоды.
Интеллектуальные недостатки касаются когнитивных способностей. Их можно определить как то, что приводит к ложным убеждениям, что препятствует знанию или что нарушает требования рациональности. Они включают в себя интеллектуальные пороки, такие как высокомерие, принятие желаемого за действительное и догматизм. Другими примерами являются глупость, доверчивость и когнитивные предубеждения, такие как склонность к подтверждению, корыстная склонность, склонность к ретроспективе и склонность к закреплению. Интеллектуальные недостатки могут работать в тандеме со всеми видами пороков: они могут ввести кого-то в заблуждение относительно наличия порока. Это мешает пострадавшему человеку справиться с этим и улучшить себя, например, из-за того, что он лишён разума и не в состоянии распознать это. Они также включают в себя формы самообмана, преднамеренного невежества и отрицания чего-либо. Подобные соображения побудили некоторые традиции рассматривать интеллектуальные недостатки, такие как невежество, как корень всего зла.
Эстетическим недостаткам обычно не придают такого значения, как моральным и интеллектуальным, но они также имеют некоторый вес из человеконенавистнических соображений. Эти недостатки относятся к красоте и уродству. Они касаются уродливых аспектов самой человеческой жизни, таких как дефекация и старение. Другими примерами являются уродства, вызванные деятельностью человека, такие как загрязнение окружающей среды и мусор, а также неадекватное отношение к эстетическим аспектам, например, нечувствительность к красоте.

## Причины мизантропии
В научной литературе в качестве возможных причин человеконенавистнических настроений были названы различные психологические и социальные факторы. Отдельные факторы сами по себе, возможно, не в состоянии полностью объяснить мизантропию, но вместо этого могут показать, как она становится более вероятной. Например, разочарования в жизни могут привести к тому, что человек примет человеконенавистническое мировоззрение. В этом отношении, чем более идеалистичным и оптимистичным изначально был человек, тем сильнее проявляется это изменение и последующий негативный взгляд на мир. Этот тип психологического объяснения встречается ещё в «Федоне» Платона. В нём Сократ рассматривает человека, который доверяет кому-то и восхищается им, не зная его достаточно хорошо. Он утверждает, что мизантропия может возникнуть, если позже обнаружится, что у человека, которым восхищаются, есть серьёзные недостатки. В этом случае первоначальное отношение меняется на противоположное и становится универсальным, применимым ко всем остальным, что приводит к общему недоверию и презрению к другим людям. Сократ утверждает, что это становится более вероятным, если человек, которым восхищаются, является близким другом и если это происходит более одного раза. Эта форма мизантропии может сопровождаться чувством морального превосходства, при котором мизантроп считает себя лучше всех остальных.
Другие виды негативного личного опыта в жизни могут иметь аналогичный эффект. Эндрю Гибсон использует этот ход мыслей, чтобы объяснить, почему некоторые философы стали мизантропами. Он использует пример Томаса Гоббса, чтобы объяснить, как политически нестабильная среда и частые войны могут способствовать человеконенавистническому настрою. Что касается Артура Шопенгауэра, то он утверждает, что вынужденное бегство из дома в раннем возрасте и невозможность впоследствии найти место, которое можно было бы назвать домом, может иметь аналогичный эффект. Другой психологический фактор касается негативного отношения к человеческому телу, особенно в форме общего отвращения к сексуальности.
Помимо психологических причин, определённую роль могут играть и некоторые более широкие социальные обстоятельства. Вообще говоря, чем более негативны обстоятельства, тем более вероятной становится мизантропия. Например, по словам политолога Эрика М. Усланера, социально-экономическое неравенство в форме несправедливого распределения богатства усиливает тенденцию к принятию человеконенавистнической точки зрения. Это связано с тем фактом, что неравенство, как правило, подрывает доверие к правительству и другим лицам. Усланер предполагает, что, возможно, удастся преодолеть или уменьшить этот источник человеконенавистничества путём реализации политики, укрепляющей доверие и способствующей более равному распределению богатства. Политический режим является ещё одним важным фактором. Это особенно касается авторитарных режимов, использующих все доступные средства для подавления своего населения и удержания у власти. Например, утверждалось, что суровые формы репрессий Старого режима в конце XVII века повысили вероятность того, что люди будут придерживаться человеконенавистнических взглядов, поскольку им было отказано в свободе. Демократия может иметь противоположный эффект, поскольку она допускает больше личной свободы благодаря своему более оптимистичному взгляду на человеческую природу.
Эмпирические исследования часто используют вопросы, связанные с доверием к другим людям, для измерения мизантропии. Это касается, в частности, того, верит ли человек, что другие были бы справедливы и полезны. В эмпирическом исследовании мизантропии в американском обществе Том У. Смит приходит к выводу, что факторами, ответственными за усиление мизантропического мировоззрения, являются низкий социально-экономический статус, принадлежность к расовым и этническим меньшинствам и недавние негативные события в жизни человека. Что касается религии, то мизантропия выше у людей, которые не посещают церковь, и у фундаменталистов. Некоторые факторы, по-видимому, не играют существенной роли, например, пол, наличие развода и то, что вы никогда не были женаты. Другое исследование Морриса Розенберга показывает, что мизантропия связана с определёнными политическими взглядами. Они включают в себя скептическое отношение к свободе слова и склонность поддерживать авторитарную политику. Это касается, например, тенденций к подавлению политических и религиозных свобод.

## Аргументы

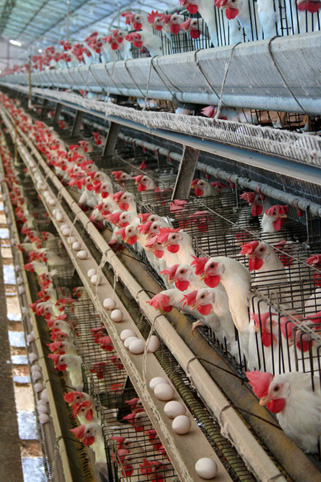
Мизантропы часто сосредотачиваются на вреде, наносимом людьми животным в больших масштабах, как в промышленном земледелии.

Различные дискуссии в академической литературе касаются вопроса о том, является ли мизантропия точной оценкой человечности и каковы последствия её принятия. Многие сторонники мизантропии сосредотачиваются на человеческих недостатках вместе с примерами того, когда они оказывают своё негативное влияние. Они утверждают, что эти недостатки настолько серьёзны, что мизантропия является подходящим ответом.
Особое значение в этом отношении обычно придаётся моральным недостаткам. Это основано на идее, что люди не просто причиняют много страданий и разрушений, но и несут за них моральную ответственность. Причина в том, что они достаточно умны, чтобы понимать последствия своих действий, и потенциально могут принимать сбалансированные долгосрочные решения вместо того, чтобы сосредотачиваться на личных краткосрочных выгодах.
Сторонники мизантропии иногда сосредотачиваются на крайних индивидуальных проявлениях человеческих пороков, таких как массовые убийства по приказу диктаторов. Другие подчёркивают, что проблема не ограничивается несколькими случаями, например, что многие обычные люди причастны к их проявлениям, поддерживая политических лидеров, совершающих их. Тесно связанный с этим аргумент состоит в утверждении, что глубинные недостатки есть у каждого, даже если они достигают своего крайнего проявления лишь у немногих. Другой подход заключается в том, чтобы сосредоточиться не на грандиозных экстремальных случаях, а на обычных мелких проявлениях человеческих пороков в повседневной жизни, таких как ложь, мошенничество, нарушение обещаний и неблагодарность.
Некоторые аргументы в пользу мизантропии сосредоточены не только на общих тенденциях, но и на реальном ущербе, причинённом людьми в прошлом. Это касается, например, ущерба, нанесённого экосистеме, такого как экологические катастрофы, приводящие к массовому вымиранию.

### Критика
Различные теоретики критиковали мизантропию. Некоторые оппоненты признают, что существуют крайние индивидуальные проявления человеческих пороков, например, психически больные преступники, но утверждают, что эти случаи не отражают человечность в целом и не могут оправдать человеконенавистническое отношение. Например, хотя существуют случаи крайней человеческой жестокости, такие как массовые убийства, совершённые диктаторами и их силами, перечисления таких случаев недостаточно для осуждения человечества в целом.
Некоторые критики мизантропии признают, что у людей есть различные недостатки, но заявляют, что они представляют лишь одну сторону человечности, в то время как оценочное отношение должно учитывать все стороны. Этот ход мыслей основан на идее о том, что люди обладают одинаково важными достоинствами, которые компенсируют их недостатки. Например, отчёты, которые фокусируются только на великих войнах, жестокостях и трагедиях в истории человечества, игнорируют его положительные достижения в науках, искусстве и гуманитарных науках.
Другое объяснение, данное критиками, заключается в том, что негативная оценка должна быть направлена не на человечество, а на некоторые социальные силы. Эти силы могут включать капитализм, расизм, религиозный фундаментализм или империализм Сторонники этого аргумента предпочли бы оппозицию одной из этих социальных сил, а не человеконенавистническую оппозицию человечеству.
Некоторые возражения против мизантропии основаны не на том, адекватно ли такое отношение отражает негативную ценность человечества, а на издержках принятия такой позиции. Издержки могут сказаться как на отдельном мизантропе, так и на обществе в целом. Это особенно актуально, если мизантропия связана с ненавистью, которая может легко перерасти в насилие по отношению к социальным институтам и другим людям и может привести к причинению вреда. Мизантропия также может лишить человека большинства удовольствий, сделав его несчастным и лишив друзей.
Другая форма критики больше фокусируется на теоретическом уровне и утверждает, что мизантропия — это непоследовательная и внутренне противоречивая позиция. Примером такой непоследовательности является склонность мизантропа осуждать социальный мир, всё ещё будучи вовлечённым в него и неспособным полностью оставить его позади. Эта критика применима конкретно к мизантропам, которые исключают себя из негативной оценки и смотрят на других свысока с презрением с высокомерной позиции раздутого эго, но она может быть применима не ко всем типам мизантропии. Тесно связанным с этим возражением является основание на утверждении, что мизантропия — это неестественное отношение и поэтому должна рассматриваться как отклонение от нормы или патологический случай.

## Мизантропия и психические расстройства
Особенно к мизантропии склонны лица с расстройствами личности (конституциональными психопатиями), в характере которых преобладают замкнутость и чрезмерная обидчивость одновременно с подозрительностью, недоверчивостью и злобой. Мизантропия может быть проявлением диссоциального (антисоциального) расстройства личности. Она может наблюдаться и у паранойяльных больных с бредом преследования, которые мстят обществу за мнимые или действительные обиды, а также у лиц, перенёсших приступ(ы) шизофрении. Шокирующие мизантропические идеи и высказывания встречаются также со стороны страдающих псевдопсихопатической (психопатоподобной) шизофренией
. При паранойяльном развитии личности мизантропия может возникать по типу гиперкомпенсации собственной неполноценности или чувства отверженности. Значительно реже мизантропия встречается у дистимических психопатов и у больных депрессией.

## Мизантропия в сатанизме и философии
В сатанизме (в том числе в сатанизме Лавея) ядром идеологии является мизантропия.
В диалоге Платона «Федон» Сократ описывает, как может порождаться мизантропия:

Рассуждение-ненавидение и человеко-ненавидение происходят одним и тем же образом, а именно: последнее рождается в душе от сильного к кому-нибудь доверия, не основывающегося на искусной рассудительности, когда, то есть, мы почитали человека совершенно справедливым, искренним и верным, а потом, немного спустя, нашли его лукавым, неверным, и тому подобное. И кто испытывал это часто, особенно же от тех, которых считал самыми близкими и короткими друзьями, тот, многократно обманутый, наконец ненавидит всех и уверяется, что ни в ком нет искренности.
— «Федон». Из сборника «Сочинения Платона». Перевод В. Н. Карпова (1863)
Немецкий философ Артур Шопенгауэр имел репутацию мизантропа в том числе из-за его негативного отношения к воспроизведению потомства — антинатализма. Он считал человеческое существование «ошибкой», признавал горечь бытия и негативно оценивал опыт появления на свет.

В работах философа Фридриха Ницше присутствует множество высказываний, посвящённых мизантропии, примером является следующая цитата из «Весёлой науки»:
Мизантропия и любовь. 167.
Лишь тогда говорят о том, что пресытились людьми, когда не могут их больше переваривать, хотя желудок ещё заполнен ими. Мизантропия есть следствие слишком ненасытной любви к людям и «людоедства» — но кто же просил тебя глотать людей, как устриц, мой принц Гамлет?

— «Веселая наука» Перевод К. А. Свасьяна 

## Мизантропия в музыке
Мизантропия часто воспевается в текстах такого экстремального направления музыки, как блэк-метал. В нём часты призывы к убийствам, к уничтожению человечества.
Также, в частности, и российские музыкальные коллективы имеют в своём творчестве описание мизантропии. Например, «Голос Омерики» выпустил одноимённую песню, посвящённую социальному образу мизантропа.